# Flaujac-Gare
Flaujac-Gare – miejscowość i gmina we Francji, w regionie Oksytania, w departamencie Lot.
Według danych na rok 1990 gminę zamieszkiwały 72 osoby, a gęstość zaludnienia wynosiła 9 osób/km² (wśród 3020 gmin regionu Midi-Pyrénées Flaujac-Gare plasuje się na 991. miejscu pod względem liczby ludności, natomiast pod względem powierzchni na miejscu 1245.).